# دونسیدرس
دونسیدرس (به آلمانی: Donsieders) یک شهر در آلمان است که در زودوستپفالتس واقع شده‌است. دونسیدرس ۱٬۰۲۵ نفر جمعیت دارد.